# Hans Meinhard von Schönberg
Le comte Hans Meinhard von Schönberg auf Wesel (allemand : Graf Hans Meinhard von Schönberg auf Wesel) (28 août 1582 - 3 août 1616) est un noble et soldat allemand, qui est hofmeister de Frédéric V du Palatinat.

## Biographie
Hans Meinhard von Schönberg est né à Bacharach le 28 août 1582. Son père, le comte Meinhard von Schönberg auf Wesel (26 avril 1530 - 22 avril 1596), est un Feldmarschall de Jean-Casimir du Palatinat et Amtmann de Bacharach. Sa mère est Dorothea Riedesel von Bellersheim (morte en 1610).
Hans Meinhard von Schönberg débute dans la vie publique en 1609, lorsque Frédéric IV du Palatinat l'envoie comme ambassadeur auprès de Rodolphe II, empereur du Saint-Empire, à une époque où les nobles allemands protestants s'éloignent de la cour de l'empereur du Saint-Empire.
Schönberg semble avoir fait du bon travail, car peu de temps après que son ambassade ait présenté les préoccupations des nobles allemands à Rudolf, Frédéric envoie Schönberg en République néerlandaise pour persuader les États généraux des Pays-Bas d'intervenir dans la Guerre de Succession de Juliers (après la mort de Jean-Guillaume de Clèves le 25 mars 1609, les duchés unis de Jülich-Clèves-Berg sont revendiqués à la fois par Wolfgang-Guillaume de Neubourg et Jean III Sigismond de Brandebourg). Il participe ensuite à la discussion avec l'ambassadeur de France Jacques Bongars à Düsseldorf.
En 1610, Schönberg est nommé commandant d'un régiment de troupes néerlandaises. Il est également nommé gouverneur de Düsseldorf. Avec le déclenchement des hostilités lors de la Guerre de Succession de Juliers, il participe au siège de Juliers pour reprendre le fort aux forces de Rodolphe II, empereur du Saint-Empire. Lorsque le fort tombe finalement, Schönberg s'est bien comporté dans le pillage qui a suivi.
Le 22 février 1611, Schönberg entre au service de Jean III Sigismond de Brandebourg, qui lui confie le commandement suprême de son corps d'artillerie en Rhénanie, avec son quartier général à Wesel. Il est de nouveau diplomate à La Haye au nom de l'Union protestante.
Plus tard en 1611, il revient à l'électorat du Palatinat pour construire des forteresses à Mannheim. Le 1er novembre 1611, il est nommé hofmeister de Frédéric V du Palatinat. Il poursuit son travail diplomatique pour l'Union protestante, se rendant à La Haye et à Bruxelles. En 1612, il se rend en Angleterre pour arranger le mariage d'Élisabeth Stuart, fille de Jacques Ier d'Angleterre avec Frédéric.
Au cours de ce voyage, Schönberg rencontre Anna Sutton-Dudley, fille d'Edward Sutton (5e baron Dudley) et Theodosia Harington. Ils se marient à Londres le 22 mars 1615. Anna donne naissance à un enfant, Frédéric-Armand de Schomberg par la suite 1er duc de Schomberg, à Heidelberg en décembre 1615. Anne est décédée peu de temps après sa naissance. Lors du différend entre Frédéric-Ulrich de Brunswick-Wolfenbüttel et la ville de Brunswick, Schönberg entre au service de Frederick Ulrich.
Schönberg meurt à Heidelberg le 3 août 1616.